# Зелений Гай (Шевченківська сільська громада)
Зелений Гай — село в Україні, у Шевченківській сільській громаді Миколаївського району Миколаївської області. Населення становить 1128 осіб. Колишній орган місцевого самоврядування — Зеленогайська сільська рада.

## Історія
2007 року в селі знайшли авіабомбу ФАБ-100 часів Другої світової війни.
13 березня 2022 року російська армія, що вторглася в Україну, скинула на сільську школу авіабомбу ФАБ-250, зруйнувавши будівлю і спричинивши пожежу на завалах. Загинули 7 людей (в тому числі староста сіл Зелений Гай та Оленівка Микола Струтинський) і троє отримали поранення. Наступного дня 52 мешканців села, в тому числі 20 дітей, було евакуйовано.

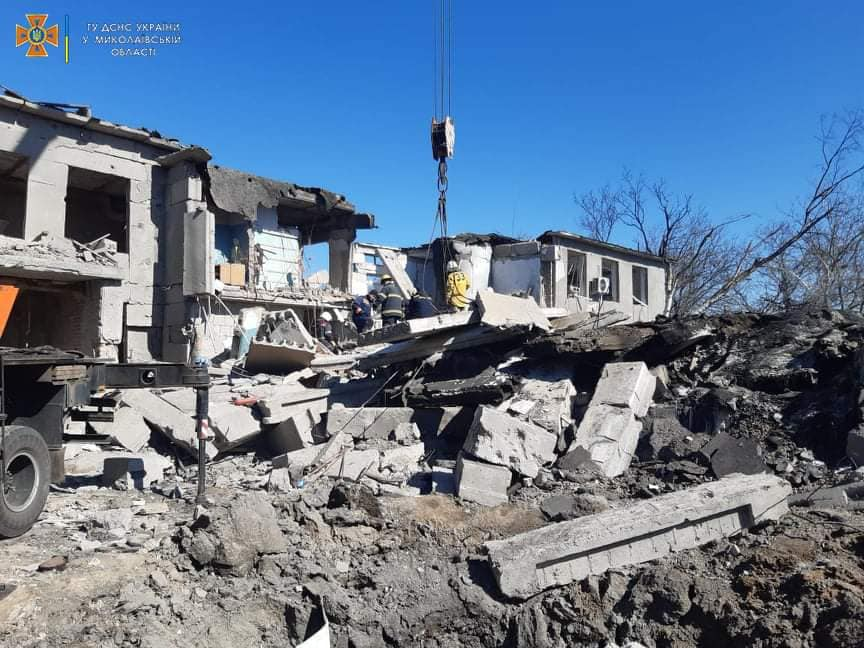
Сільська школа після авіаудару 13 березня 2022

## Населення
Згідно з переписом УРСР 1989 року чисельність наявного населення села становила 1094 особи, з яких 518 чоловіків та 576 жінок.
За переписом населення України 2001 року в селі мешкали 1124 особи.Але під час російського вторгнення з села виїхало багато осіб.В селі на данний момент проживає біля 200 людей

### Мова
Розподіл населення за рідною мовою за даними перепису 2001 року:
| Мова       | Відсоток |
| ---------- | -------- |
| українська | 91,93 %  |
| російська  | 6,56 %   |
| молдовська | 0,62 %   |
| білоруська | 0,44 %   |
| болгарська | 0,18 %   |
| інші       | 0,27 %   |